# Omstandereffect
Het omstandereffect is het uitblijven van het bieden van hulp door omstanders bij een noodsituatie of een misdrijf. Zo komt het voor dat mensen passief toekijken (of wegkijken) bij bijvoorbeeld zinloos geweld, berovingen, verkeersongevallen en pesterijen, en dus geen hulp bieden of het alarmnummer bellen, of pas heel laat in actie komen. De theorie is: hoe groter de groep omstanders, hoe kleiner de kans dat iemand ingrijpt. Het effect zou vaker voorkomen in de grote steden dan in dorpen omdat men elkaar in kleine gemeenschappen beter kent en meer risico voor elkaar durft te nemen. Het effect wordt ook wel het Kitty Genovese-effect genoemd omdat het gebaseerd is op de moord op Kitty Genovese in 1964.
Met de komst van mobiele telefonie is zelfs gesignaleerd dat omstanders hun telefoon gebruikten om de gebeurtenis te filmen zonder hulp te bieden of  het noodnummer te bellen, en zelfs zonder het materiaal aan de politie beschikbaar te stellen.

## Theorievorming
Het omstandereffect werd voor het eerst benoemd toen een vrouw, Catherine "Kitty" Genovese, in 1964 in New York werd doodgestoken. De steekpartij zou 35 minuten hebben geduurd en 38 mensen zouden hebben toegekeken zonder in te grijpen of de politie te bellen. Het hoge aantal passieve omstanders heeft geleid tot sociaal psychologisch onderzoek naar het waarom en heeft ervoor gezorgd dat het verhaal over Kitty Genovese een meermaals gebruikt voorbeeld van het omstandereffect is geworden. Volgens een onderzoek dat in 2007 in American Psychologist is gepubliceerd, zijn veel van de in de media verschenen feiten die tot het onderzoek hebben geresulteerd onjuist, maar werd het destijds breed uitgemeten in de pers. Het verhaal blijft bestaan, mede doordat het als voorbeeld wordt gebruikt binnen de sociale psychologie. Later zou blijken dat er wel degelijk met de politie gebeld was maar dat er door misverstanden geen prioriteit aan gegeven was.
De wetmatigheid van het omstandereffect werd ondergraven/genuanceerd door onderzoeken gepubliceerd in 2011 en 2019.

## Redenen waarom omstanders niet ingrijpen
De reden waarom mensen niet ingrijpen is onderwerp van discussie. Mogelijke redenen zijn:
- De omstander ziet dat anderen niet ingrijpen, en gaat er mede daarom van uit dat ingrijpen niet nodig is. Dit is een vorm van sociale invloed.
- De omstander verwacht dat een ander wel zal ingrijpen, of verwacht dat een ander al wel een ambulance gebeld zal hebben.
- De omstander verwacht dat andere omstanders waarschijnlijk beter in staat zijn tot hulp.
- De omstander is bang zelf gewond te raken.
- De omstander voelt zich anoniem binnen de groep van omstanders. Hulp bieden of het alarmnummer bellen neemt deze anonimiteit weg en kan achteraf tot kritiek leiden, zoals de vraag waarom er niet meer is gedaan.
- De omstander is bang om zichzelf voor schut te zetten, of achteraf kritiek of de schuld te krijgen omdat de reddingspoging mislukt is. Een verwijt voor een foute reddingspoging komt volledig op het conto van de omstander terwijl het verwijt voor niet ingrijpen de gehele groep treft.
- In een noodsituatie is het door de stress moeilijk weldoordachte beslissingen te nemen. Hierdoor kan iemand besluiten dat het belangrijker is om op tijd op het werk te komen of geen vieze kleren te krijgen. Een beslissing die zonder stress onbegrijpelijk lijkt.
- De omstander interpreteert de situatie niet als gevaarlijk. Dit gebeurt eerder als een omstander haast heeft.
- De omstander is bang en wil de situatie negeren en zo snel mogelijk vergeten.
- De omstander is bang dat juist ingrijpen extra problemen met zich meebrengt. De omstander wordt opeens een getuige en moet mee naar het politiebureau of zelfs getuigen.

In de Verenigde Staten en een aantal andere landen (o.a. China, zie Xu Shoulan v. Peng Yu) komt daar nog een reden bij. Iemand redden kan daar tot een rechtszaak leiden waarbij de geredde zijn redder aanklaagt wegens letsel dat hij heeft opgelopen door de handeling van de redder. Dit soort zaken worden vaak gedreven door de financiële schade van het slachtoffer, die hij nergens kan verhalen doordat de dader onvindbaar is. Om deze reden hebben een aantal staten zogenoemde Barmhartige Samaritaan-wetgeving aangenomen waarbij de redder beschermd wordt in de hoop dat omstanders eerder tot actie over zullen gaan.

## Voorbeelden
- Op 12 februari 1993 werd de peuter James Bulger door twee oudere jongens weggevoerd toen zijn moeder nog binnen in een slagerij was en enige minuten was afgeleid omdat de slager haar bestelling had verwisseld. Ze liepen vervolgens vier kilometer met hem. Onderweg stopten ze soms om het jongetje te stompen en te schoppen. Tijdens die 4 km hebben 38 getuigen (later werden deze getuigen bekend als de Liverpool 38) hen zien lopen door de straten. Enkelen van hen bemoeiden zich ermee, maar de twee jongens wisten hen af te wimpelen. Hoewel James herhaaldelijk huilend om zijn moeder vroeg en meerdere getuigen hebben verklaard dat hij zichtbare verwondingen op zijn gezicht had, deed niemand van de omstanders iets. James Bulger werd later op een verlaten spoorstation zodanig mishandeld door de oudere jongens dat hij eraan overleed.
- Op 24 oktober 2009 werd een leerlinge aan Richmond High School in de Verenigde Staten bij een schoolfeest op het schoolplein twee en een half uur verkracht door een groep jongens. Zeker twintig andere leerlingen zagen het incident. Sommige van hen moedigden de daders aan en namen het gebeuren op met camera's.
- Op Memorial Day 2011 liep Raymond Zack de zee in en bleef een uur lang tot zijn nek in het water staan. Volgens zijn moeder, die het alarmnummer belde, was het een zelfmoordpoging. Een menigte verzamelde zich op het strand. Zelfs de politie en de brandweer waren erbij maar deden evenmin iets. De agenten zouden later verklaren dat ze dachten dat de brandweer zou ingrijpen, terwijl de brandweer later beweerde dat ze niet voor dit soort situaties getraind waren omdat ze er geen budget voor hadden (wat achteraf onwaar bleek). De kustwacht werd door de brandweer ingeschakeld, maar de boot die ze stuurden kon niet zo dicht bij het strand komen. Hierdoor kwam er geen enkele hulp voor Zack, tot hij aan onderkoeling bezweek en met zijn gezicht naar beneden in het water dreef. Uiteindelijk werd hij door een omstander naar het strand gehaald, maar hij overleed in het ziekenhuis.
- In Foshan City in China werd op 13 oktober 2011 de twee jaar oude peuter Wang Yue (Chinees:王悦) geschept door een auto. Het meisje lag zeker 7 minuten bewusteloos op straat, terwijl achttien mensen langs haar liepen, naar haar keken en niets deden. Ten slotte werd ze door een tweede auto overreden. Beide bestuurders reden door. Ze werd daarna weggehaald maar zij overleed in het ziekenhuis.